# Michael Galeota
Michael Galeota (* 28. August 1984 in Smithtown, New York; † 10. Januar 2016 in Glendale, Kalifornien) war ein US-amerikanischer Schauspieler.

## Leben
Galeota wurde durch die Rolle des Nick Lighter in der Serie The Jersey bekannt, die auf Disney Channel lief. Seit den frühen 1990er Jahren war er in verschiedenen Film- und Fernsehproduktionen zu sehen.
Im Januar 2016 wurde Galeota wegen Unterleibsschmerzen in ein Krankenhaus eingeliefert. Gegen den Rat seiner Ärzte verließ er es aber auf eigenen Wunsch. Am 10. Januar 2016 wurde er in seiner Wohnung im kalifornischen Glendale tot aufgefunden.

## Filmografie (Auswahl)
- 1995: Der Club der Detektive (Clubhouse Detectives)
- 1995: Durchgeknallt und auf der Flucht (Bushwhacked)
- 1996: Rattled – Angriff der Klapperschlangen (Rattled)
- 1999: Und das soll der Himmel sein? (Can't be Heaven)
- 1999–2004: The Jersey (Fernsehserie)